# ذا جيفرسونز
ذا جيفرسونز (بالإنجليزية: The Jeffersons)‏ هو مسلسل كوميديا الموقف تم إنتاجه في الولايات المتحدة. بدأ عرضه في سنة 1975. عرض على سي بي إس. بلغ عدد مواسم المسلسل 11 موسما، بلغ عدد حلقاته 253 حلقة، وتبلغ مدة الحلقة الواحدة 24 دقيقة. المسلسل من تأليف بيرني ويست، وهو من إخراج توني سنجلتري. تم بث المسلسل لأول مرة بتاريخ 18 يناير 1975 بينما تم بث آخر حلقة منه بتاريخ 2 يوليو 1985 بعد أن استمر لقرابة 10 أعوام. من بطولة شرمن همسلي ومايك إيفانز.

## روابط خارجية
- ذا جيفرسونز على موقع IMDb (الإنجليزية)
- ذا جيفرسونز على موقع ميتاكريتيك (الإنجليزية)
- ذا جيفرسونز على موقع الموسوعة البريطانية (الإنجليزية)
- ذا جيفرسونز على موقع روتن توميتوز (الإنجليزية)
- ذا جيفرسونز على موقع كينوبويسك (الروسية)
- ذا جيفرسونز على موقع ألو سيني (الفرنسية)
- ذا جيفرسونز على موقع قاعدة بيانات الفيلم (الإنجليزية)